# Klajić
Klajić (en serbe cyrillique : Клајић) est un village de Serbie situé dans la municipalité de Lebane, district de Jablanica. Au recensement de 2011, il comptait 159 habitants.

## Démographie
| 1948  | 1953  | 1961  | 1971 | 1981 | 1991 | 2002 | 2011 |
| ----- | ----- | ----- | ---- | ---- | ---- | ---- | ---- |
| 1 309 | 1 435 | 1 328 | 982  | 635  | 429  | 289  | 159  |

|  |